# Kővárkölcse
Kővárkölcse falu Romániában, Máramaros megyében.

## Fekvése
- Máramaros megye nyugati részén, Szakállasfalvától délre, a  Lápos folyó bal partján fekvő település.

## Története
Nevét az oklevelek 1405-ben említették először Kulcha néven. 1422-ben nevét Kolche, 1475-ben Kolczen -ként írták.
Kővárremete a kővári uradalomhoz tartozott, és 1555-ig a Drágfiaké volt, azontúl a Kővárvidék sorsában osztozott.
A trianoni békeszerződésig Szatmár vármegyéhez és a Nagysomkúti járáshoz tartozott.

## Nevezetességek
- Szent Mihály és Gábriel arkangyalok-fatemplom[1]